# Cosmethis matutinata
Cosmethis matutinata là một loài bướm đêm trong họ Geometridae.